# Diplura petrunkevitchi
Diplura petrunkevitchi är en spindelart som först beskrevs av Lodovico di Caporiacco 1955.  Diplura petrunkevitchi ingår i släktet Diplura och familjen Dipluridae.
Artens utbredningsområde är Venezuela. Inga underarter finns listade i Catalogue of Life.